# Хмелинский, Пётр Вадимович
Хмели́нский Пётр Вади́мович (род. 1958) — российский историк и педагог, бывший директором лицея «Вторая школа» в 1992—1998 годах.

## Биография
Выпускник «Второй школы» (1975). В 1981 году окончил ВМК МГУ по специальности «прикладная математика». Ученик Роя Александровича Медведева.
В 1989—1991 годах был одним из активных участников группы выпускников и учителей Второй школы, поставивших своей целью реорганизацию (возрождение) Второй школы. Итогом этой работы стала реорганизация в 1992 году Второй школы (создание нового юридического лица), придание ей статуса лицея, значительное обновление (на 2/3) педагогического коллектива, отказ от начальной школы (1-5 классы), создание системы обучения, основанной на вузовских принципах и др. Таким образом, П. В. Хмелинский, заслуженно считается одним из основателей лицея «Вторая школа».
В августе 1992 года назначен первым директором «Лицея Вторая школа» (в её новом лицейском качестве) и занимал этот пост по август 1998 года. Кроме административной и организаторской работы преподавал в школе историю и математику. После ухода из «Второй школы» был директором Филипповской школы, несколько лет преподавал в 192-й школе г. Москвы. В настоящее время руководит Математическим центром.

## Публикации
- Хмелинский П. В. Навстречу смерчу. — М.: Моск. рабочий, 1991
- Железный ястреб : Полит. портрет Л. М. Кагановича / Рой Медведев, Сергей Парфёнов, Пётр Хмелинский, 126 с ил. 20 см, Екатеринбург, Кинос, 1992